# Ференц Махош
Ференц Махош (угор. Machos Ferenc, 30 червня 1932, Татабанья — 3 грудня 2006, Будапешт) — угорський футболіст, що грав на позиції нападника, зокрема, за клуб «Гонвед», а також національну збірну Угорщини. По завершенні ігрової кар'єри — тренер.
Триразовий чемпіон Угорщини. Дворазовий володар Кубка Мітропи. 

## Клубна кар'єра
У футболі дебютував 1950 року виступами за команду «Татабанья», в якій провів два сезони. 
Протягом 1953 року захищав кольори команди «Сегед».
Своєю грою за останню команду привернув увагу представників тренерського штабу клубу «Гонвед», до складу якого приєднався 1954 року. Відіграв за клуб з Будапешта наступні п'ять сезонів своєї ігрової кар'єри. У складі «Гонведа» був одним з головних бомбардирів команди, маючи середню результативність на рівні 0,62 голу за гру першості. За цей час виборов титул чемпіона Угорщини, ставав володарем Кубка Мітропи.
Завершив професійну ігрову кар'єру у клубі «Вашаш», за команду якого виступав протягом 1964—1965 років. За цей час додав до переліку своїх трофеїв ще один титул чемпіона Угорщини, знову ставав володарем Кубка Мітропи.

## Виступи за збірну
1955 року дебютував в офіційних матчах у складі національної збірної Угорщини. Протягом кар'єри у національній команді провів у її формі 29 матчів, забивши 14 голів.
Був присутній в заявці збірної на чемпіонаті світу 1954 року у Швейцарії, але на поле не виходив. Здобув звання віце-чемпіона світу. 

## Кар'єра тренера
Розпочав тренерську кар'єру, повернувшись до футболу після невеликої перерви, 1970 року, очоливши тренерський штаб клубу «Вашаш». Досвід тренерської роботи обмежився цим клубом.
Помер 3 грудня 2006 року на 75-му році життя у місті Будапешт.

## Титули і досягнення

### Командні
- Чемпіон Угорщини (3):

«Гонвед»: 1954, 1955
«Вашаш»: 1965
- Володар Кубка Мітропи (2):

«Гонвед»: 1959
«Вашаш»: 1965
- Віце-чемпіон світу: 1954

### Особисті
- Найкращий бомбардир чемпіонату Угорщини: 1955 (20)